# Campeonato NORCECA de Voleibol Masculino de 2023
El XXVIII Campeonato NORCECA de Voleibol Masculino se celebra en la ciudad de Charleston, Estados Unidos entre el 5 y 10 de septiembre.
Los equipos que compiten en el Campeonato recibirán puntos de ranking mundial que los ayudará a determinar quiénes se clasifican para los Juegos Olímpicos de 2024 y los tres primeros lugares obtienen su lugar en el Campeonato Mundial de Voleibol Masculino de 2025.

## Equipos participantes
| Grupo A              | Grupo B        |
| -------------------- | -------------- |
| Canadá               | Estados Unidos |
| México               | Cuba           |
| República Dominicana | Puerto Rico    |
|                      | Surinam        |

## Procedimiento de desempate
1. Número de partidos ganados
2. Puntos de partido
3. Proporción de puntos
4. Proporción de sets
5. Resultado del último partido entre los equipos empatados

- Partido ganado 3–0: 5 puntos de partido para el ganador, 0 puntos de partido para el perdedor.
- Partido ganado 3–1: 4 puntos de partido para el ganador, 1 punto de partido para el perdedor.
- Partido ganado 3–2: 3 puntos de partido para el ganador , 2 puntos de partido para el perdedor.

## Ronda preliminar
- Del 5 al 7 de septiembre
- Sede:  Charleston Coliseum & Convention Center
- Todos los horarios corresponden a la hora de Charleston, Estados Unidos ( UTC-04:00 )

|  | Calificados para Semifinales      |
|  | Calificados para Cuartos de final |

### Grupo A
|     |                      | Partidos | Partidos | Partidos |     | Sets | Sets | Sets  | Puntos | Puntos | Puntos |
| Pos | Equipo               | PJ       | PG       | PP       | Pts | SG   | SP   | Ratio | PG     | PP     | Ratio  |
| --- | -------------------- | -------- | -------- | -------- | --- | ---- | ---- | ----- | ------ | ------ | ------ |
| 1.º | Canadá               | 2        | 2        | 0        | 10  | 6    | 0    | MAX   | 150    | 87     | 1.724  |
| 2.º | República Dominicana | 2        | 1        | 1        | 5   | 3    | 3    | 1.000 | 106    | 138    | 0.768  |
| 3º  | México               | 2        | 0        | 2        | 0   | 0    | 6    | 0.000 | 119    | 150    | 0.793  |

| Fecha           | Hora  | Equipo 1        | Sets  | Equipo 2             | Set 1 | Set 2 | Set 3 | Set 4 | Set 5 | Total |
| --------------- | ----- | --------------- | ----- | -------------------- | ----- | ----- | ----- | ----- | ----- | ----- |
| 5 de septiembre | 15:00 | Canadá          | 3 : 0 | República Dominicana | 25-11 | 25-8  | 25-12 |       |       | 75-31 |
| 6 de septiembre | 17:00 | Canadá          | 3 : 0 | México               | 25-18 | 25-18 | 25-20 |       |       | 75-56 |
| 7 de septiembre | 17:00 | Rep. Dominicana | 3 : 0 | México               | 25-21 | 25-21 | 25-21 |       |       | 75-63 |

### Grupo B
|     |                | Partidos | Partidos | Partidos |     | Sets | Sets | Sets  | Puntos | Puntos | Puntos |
| Pos | Equipo         | PJ       | PG       | PP       | Pts | SG   | SP   | Ratio | PG     | PP     | Ratio  |
| --- | -------------- | -------- | -------- | -------- | --- | ---- | ---- | ----- | ------ | ------ | ------ |
| 1.º | Estados Unidos | 3        | 3        | 0        | 13  | 9    | 2    | 4.500 | 261    | 179    | 1.458  |
| 2.º | Cuba           | 3        | 2        | 1        | 12  | 8    | 3    | 2.666 | 252    | 219    | 1.150  |
| 3.º | Puerto Rico    | 3        | 1        | 2        | 5   | 3    | 6    | 0.500 | 174    | 208    | 0.836  |
| 4.º | Surinam        | 3        | 0        | 3        | 0   | 0    | 9    | 0.000 | 144    | 225    | 0.640  |

| Fecha           | Hora  | Equipo 1       | Sets  | Equipo 2       | Set 1 | Set 2 | Set 3 | Set 4 | Set 5 | Total   |
| --------------- | ----- | -------------- | ----- | -------------- | ----- | ----- | ----- | ----- | ----- | ------- |
| 5 de septiembre | 17:00 | Cuba           | 3 : 0 | Puerto Rico    | 25-21 | 25-19 | 25-15 |       |       | 75-55   |
| 5 de septiembre | 19:30 | Estados Unidos | 3 : 0 | Surinam        | 25-14 | 25-9  | 25-10 |       |       | 75-33   |
| 6 de septiembre | 15:00 | Surinam        | 0 : 3 | Cuba           | 11-25 | 19-25 | 23-25 |       |       | 53-75   |
| 6 de septiembre | 19:30 | Puerto Rico    | 0 : 3 | Estados Unidos | 14-25 | 18-25 | 12-25 |       |       | 44-75   |
| 7 de septiembre | 15:00 | Surinam        | 0 : 3 | Puerto Rico    | 22-25 | 15-25 | 21-25 |       |       | 58-75   |
| 7 de septiembre | 19:30 | Estados Unidos | 3 : 2 | Cuba           | 25-22 | 25-17 | 24-26 | 22-25 | 15-12 | 111-102 |

## Ronda final
- Del 8 al 10 de septiembre
- Sede:  Charleston Coliseum & Convention Center
- Todos los horarios corresponden a la hora de Charleston, Estados Unidos ( UTC-04:00 )

|  |                               |                               |                               |  |  | Cuartos de final 8 de septiembre | Cuartos de final 8 de septiembre | Cuartos de final 8 de septiembre |  |  | Semifinales 9 de septiembre | Semifinales 9 de septiembre | Semifinales 9 de septiembre |  |  | Final 10 de septiembre         | Final 10 de septiembre         | Final 10 de septiembre         |
|  |                               |                               |                               |  |  |                                  |                                  |                                  |  |  |                             |                             |                             |  |  |                                |                                |                                |
|  |                               |                               |                               |  |  |                                  |                                  |                                  |  |  | 1A                          | Canadá                      | 3                           |  |  |                                |                                |                                |
|  | Quinto puesto 9 de septiembre | Quinto puesto 9 de septiembre | Quinto puesto 9 de septiembre |  |  | 2B                               | Cuba                             | 3                                |  |  | 2B                          | Cuba                        | 2                           |  |  |                                |                                |                                |
|  |                               |                               |                               |  |  | 3A                               | México                           | 0                                |  |  |                             |                             |                             |  |  | 1A                             | Canadá                         | 0                              |
|  | 3A                            | México                        | 3                             |  |  |                                  |                                  |                                  |  |  |                             |                             |                             |  |  | 1B                             | Estados Unidos                 | 3                              |
|  | 3B                            | Puerto Rico                   | 1                             |  |  |                                  |                                  |                                  |  |  | 1B                          | Estados Unidos              | 3                           |  |  |                                |                                |                                |
|  |                               |                               |                               |  |  | 2A                               | Rep. Dominicana                  | 3                                |  |  | 2A                          | Rep. Dominicana             | 0                           |  |  | Tercer puesto 10 de septiembre | Tercer puesto 10 de septiembre | Tercer puesto 10 de septiembre |
|  |                               |                               |                               |  |  | 3B                               | Puerto Rico                      | 0                                |  |  |                             |                             |                             |  |  |                                |                                |                                |
|  |                               |                               |                               |  |  |                                  |                                  |                                  |  |  |                             |                             |                             |  |  | 2B                             | Cuba                           | 3                              |
|  |                               |                               |                               |  |  |                                  |                                  |                                  |  |  |                             |                             |                             |  |  | 2A                             | Rep. Dominicana                | 0                              |

### Cuartos de final
| Fecha           | Hora  | Equipo 1        | Sets  | Equipo 2    | Set 1 | Set 2 | Set 3 | Set 4 | Set 5 | Total |
| --------------- | ----- | --------------- | ----- | ----------- | ----- | ----- | ----- | ----- | ----- | ----- |
| 8 de septiembre | 17:00 | Cuba            | 3 : 0 | México      | 25-20 | 25-15 | 25-23 |       |       | 75-58 |
| 8 de septiembre | 19:30 | Rep. Dominicana | 3 : 0 | Puerto Rico | 25-19 | 25-21 | 32-30 |       |       | 82-70 |

### Quinto puesto
| Fecha           | Hora  | Equipo 1 | Sets  | Equipo 2    | Set 1 | Set 2 | Set 3 | Set 4      | Set 5 | Total  |
| --------------- | ----- | -------- | ----- | ----------- | ----- | ----- | ----- | ---------- | ----- | ------ |
| 9 de septiembre | 15:00 | México   | 3 : 1 | Puerto Rico | 25-22 | 27-29 | 25-20 | 25-2025-20 |       | 102-91 |

### Semifinales
| Fecha           | Hora  | Equipo 1       | Sets  | Equipo 2        | Set 1 | Set 2 | Set 3 | Set 4 | Set 5 | Total   |
| --------------- | ----- | -------------- | ----- | --------------- | ----- | ----- | ----- | ----- | ----- | ------- |
| 9 de septiembre | 17:00 | Estados Unidos | 3 :0  | Rep. Dominicana | 25-22 | 25-12 | 25-14 |       |       | 75-48   |
| 9 de septiembre | 19:30 | Canadá         | 3 : 2 | Cuba            | 18-25 | 25-21 | 25-17 | 24-26 | 15-13 | 107-102 |

### Sexto puesto
| Fecha            | Hora  | Equipo 1    | Sets  | Equipo 2 | Set 1 | Set 2 | Set 3 | Set 4 | Set 5 | Total |
| ---------------- | ----- | ----------- | ----- | -------- | ----- | ----- | ----- | ----- | ----- | ----- |
| 10 de septiembre | 15:00 | Puerto Rico | 3 : 1 | Surinam  | 25-11 | 21-25 | 25-19 | 25-14 |       | 96-69 |

### Tercer puesto
| Fecha            | Hora  | Equipo 1 | Sets  | Equipo 2        | Set 1 | Set 2 | Set 3 | Set 4 | Set 5 | Total |
| ---------------- | ----- | -------- | ----- | --------------- | ----- | ----- | ----- | ----- | ----- | ----- |
| 10 de septiembre | 17:00 | Cuba     | 3 : 0 | Rep. Dominicana | 25-15 | 25-14 | 25-16 |       |       | 75-45 |

### Final
| Fecha            | Hora  | Equipo 1 | Sets  | Equipo 2       | Set 1 | Set 2 | Set 3 | Set 4 | Set 5 | Total |
| ---------------- | ----- | -------- | ----- | -------------- | ----- | ----- | ----- | ----- | ----- | ----- |
| 10 de septiembre | 19:30 | Canadá   | 0 : 3 | Estados Unidos | 20-25 | 14-25 | 22-25 |       |       | 56-75 |

## Posiciones finales
| Pos.              | Equipo               |
| ----------------- | -------------------- |
| Medalla de oro    | Estados Unidos CM    |
| Medalla de plata  | Canadá CM            |
| Medalla de bronce | Cuba CM              |
| 4                 | República Dominicana |
| 5                 | México               |
| 6                 | Puerto Rico          |
| 7                 | Surinam              |

| \| \| \| \| \| Campeón Estados Unidos[2] 10.º título \| Plantel: 1 Matthew John Anderson, 2 Aaron Joseph Russell, 4 Jeffrey Jendryk II, 6 Timothy McIntosh, 8 Torey James DeFalco, 9 Jake Hanes, 11 Micah Christenson , 12 Maxwell Philip Holt, 14 Micah Maʻa, 17 Thomas John Jaeschke, 18 Garrett Muagututia, 19 Taylor Constantine Averill, 20 David Smith, 22 Erik Thomas Shoji. Entrenador: John Speraw |
| |
| |
| Campeón Estados Unidos 10.º título |

|                                    |
|                                    |
| Campeón Estados Unidos 10.º título |

## Distinciones individuales
| Categoría                 | Ganadora                                 |
| ------------------------- | ---------------------------------------- |
| Jugador Más Valioso (MVP) | Micah Christenson                        |
| Mejor colocador / armador | Luke Herr                                |
| Mejor punta / receptor    | Klistan Lawrence Stephen Timothy Maar    |
| Mejor central / medio     | Antonio Elías Rodríguez Danny Demyanenko |
| Mejor atacante opuesto    | Arthur Szwarc                            |
| Mejor líbero              | Hiram Bravo Moreno                       |
| Mejor receptor            | Erik Thomas Shoji                        |
| Mejor defensa             | Hiram Bravo Moreno                       |
| Mejor servicio            | Miguel Ángel López Castro                |
| Mayor anotador            | Klistan Lawrence                         |